# Jachówka
Jachówka est une localité polonaise de la gmina de Budzów, située dans le powiat de Sucha en voïvodie de Petite-Pologne.